# Андлав-Бирзек, Франц Ксавер фон
Барон Франц Ксавер фон Андлав-Бирзек (нем. Franz Xaver von Andlaw-Birseck; 1799—1876) — немецкий дипломат и автор мемуаров из рода Андлау, брат Генриха Бернгарда фон Андлав-Бирзека.

## Биография
Франц Ксавер фон Андлав-Бирзек родился 6 октября 1799 года в Германии в городе Фрейбурге.
Изучал право в своём родном городе, Ландсгуте и Гейдельберге, путешествовал затем по Италии, Франции и Англии, после чего, в 1824 году поступил чиновником в министерство иностранных дел в Карлсруэ.
С 1826 по 1630 год состоял при баденском посольстве в Вене, командирован затем, в чине советника посольства, в столицу Франции город Париж, в 1832—35 снова назначен в состав посольства при Венском дворе.
С 1836 по 1837 год занимал должность советника министерства иностранных дел в городе Карлсруэ.
В 1838 году был назначен баденским министром-резидентом в Мюнхене, а в 1843 — в Париже.
По возвращении оттуда в 1846 году снова получил назначение при Венском дворе, на этот раз — чрезвычайным послом, пост которого занимал до 1856 года с перерывом во время французской революции 1848 года.
В 1856 году Франц Ксавер фон Андлав-Бирзек оставил государственную службу, жил большей частью в Баден-Бадене и скончался 4 сентября 1876 года в Бад-Хомбурге.